# Granada en los Juegos Olímpicos de Río de Janeiro 2016
Granada participó en los Juegos Olímpicos de Río de Janeiro 2016 con un total de siete deportistas, que compitieron en dos deportes. El atleta Kirani James fue el abanderado en la ceremonia de apertura.

## Medallas
| Medalla          | Nombre       | Deporte   | Evento                | Fecha        |
| ---------------- | ------------ | --------- | --------------------- | ------------ |
| Medalla de plata | Kirani James | Atletismo | 400 metros masculinos | 14 de agosto |

## Participantes

### Atletismo
Los atletas granadinos lograron clasificarse en los siguientes eventos:
| Atleta         | Evento                | Eliminatoria | Eliminatoria | Semifinal | Semifinal | Final     | Final            |
| Atleta         | Evento                | Resultado    | Posición     | Resultado | Posición  | Resultado | Posición         |
| -------------- | --------------------- | ------------ | ------------ | --------- | --------- | --------- | ---------------- |
| Kirani James   | 400 metros masculinos | 44.93        | 1 C          | 44.02     | 1 C       | 43.76     | Medalla de plata |
| Bralon Taplin  | 400 metros masculinos | 45.15        | 1 C          | 44.44     | 1 C       | 44.45     | 7                |
| Kanika Beckles | 400 metros femeninos  | 52.41        | 5            | No avanzó | No avanzó | No avanzó | No avanzó        |

#### Decatlón
| Atleta        | Evento    | 100 m | SL   | LB    | SA   | 400 m    | 110O  | LD    | SG   | LJ       | 1500 m     | Final | Posición |
| ------------- | --------- | ----- | ---- | ----- | ---- | -------- | ----- | ----- | ---- | -------- | ---------- | ----- | -------- |
| Kurt Felix    | Resultado | 10.93 | 7.42 | 14.77 | 2.07 | 49.14 MT | 14.79 | 45.10 | 4.50 | 69.92 MP | 4:30.53 MP | 8323  | 9        |
| Kurt Felix    | Puntos    | 876   | 915  | 776   | 868  | 855      | 875   | 769   | 760  | 888      | 741        | 8323  | 9        |
| Lindon Victor | Resultado | 10.83 | 7.11 | 14.80 | 1.98 | 49.80    | 15.74 | 53.24 | 4.40 | 63.54    | 4:44.73    | 7998  | 16       |
| Lindon Victor | Puntos    | 899   | 840  | 777   | 785  | 824      | 762   | 938   | 731  | 791      | 651        | 7998  | 16       |

### Natación
Granada recibió una invitación por universalidad de parte de la Federación Internacional de Natación para enviar dos nadadores (un hombre y una mujer) a los Juegos:
| Atleta            | Evento                              | Eliminatoria | Eliminatoria | Semifinal | Semifinal | Final     | Final     |
| Atleta            | Evento                              | Tiempo       | Posición     | Tiempo    | Posición  | Tiempo    | Posición  |
| ----------------- | ----------------------------------- | ------------ | ------------ | --------- | --------- | --------- | --------- |
| Corey Ollivierre  | 100 metros estilo pecho masculino   | 1:08.68      | 46           | No avanzó | No avanzó | No avanzó | No avanzó |
| Oreoluwa Cherebin | 100 metros estilo mariposa femenino | 1:10.40      | 42           | No avanzó | No avanzó | No avanzó | No avanzó |